# Andankoil East
Andankoil East es una ciudad censal situada en el distrito de Karur en el estado de Tamil Nadu (India). Su población es de 19779 habitantes (2011). Se encuentra a 3 km de Karur y a 88 km de Tirupur. 

## Demografía
Según el censo de 2011 la población de Andankoil East era de 19779 habitantes, de los cuales 9895 eran hombres y 9884 eran mujeres. Andankoil East tiene una tasa media de alfabetización del 85,91%, superior a la media estatal del 80,09%: la alfabetización masculina es del 91,79%, y la alfabetización femenina del 80%.